# Caso Chauffeurs, Teamsters, & Helpers Local No. 391 v. Terry
Chauffeurs, Teamsters, and Helpers Local No. 391 v. Terry (1990), foi um caso no qual a Suprema Corte dos Estados Unidos considerou que uma ação de um empregado por violação do dever de representação justa de um sindicato trabalhista deveria passar por um julgamento com júri sob os preceitos da Sétima Emenda.